# Arnuwanda Ier
Arnuwanda Ier est un roi hittite du Nouvel Empire, de la fin du XVe siècle av. J.-C. Il aurait régné environ de 1420 à 1400 av. J.-C. (en chronologie courte). Il aurait d'abord exercé une période de corégence avec son beau-père et père adoptif Tudhaliya Ier.

## Lignage
L'arbre généalogique ci-dessous est une reconstruction possible, parmi d'autres, du lignage de la famille royale de l'empire hittite. La nomenclature des souverains, les liens de parenté demeurent obscurs par de nombreux aspects,,.